# Cerro Likhichiri
Cerro Likhichiri är ett berg i Bolivia.   Det ligger i departementet Potosí, i den centrala delen av landet, 70 km sydväst om huvudstaden Sucre. Toppen på Cerro Likhichiri är 4 082 meter över havet, eller 23 meter över den omgivande terrängen. Bredden vid basen är 0,45 km.
Terrängen runt Cerro Likhichiri är huvudsakligen kuperad, men västerut är den bergig. Runt Cerro Likhichiri är det glesbefolkat, med 10 invånare per kvadratkilometer.. Närmaste större samhälle är Potosí, 12,1 km söder om Cerro Likhichiri. 
Omgivningarna runt Cerro Likhichiri är i huvudsak ett öppet busklandskap.